# Sunny Leone
Karenjit Kaur Vohra, känd under artistnamnet Sunny Leone, född 13 maj 1981 i Ontario,  är en kanadensisk skådespelerska och fotomodell och före detta pornografisk skådespelerska. 
Hon var Penthouse Pet of the Year år 2003. Hon hade även kontrakt med porrfilmsbolaget Vivid Entertainment. Hon blev listad som en av de 12 bästa porrfilmsskådespelerskorna under året 2010.
År 2012 slutade Leone som skådespelerska i pornografiska filmer och gjorde Bollywooddebut i regissören Pooja Bhatts erotiska thriller Jism 2, vilket hon följde upp med roller i Ragini MMS 2 och Ek Paheli Leela. Hon har även deltagit i den indiska versionen av Big Brother som heter Big Boss.

## Filmografi

### Hollywoodfilmer
| År   | Film               | Roll      | Språk    | Notering        |
| ---- | ------------------ | --------- | -------- | --------------- |
| 2004 | The Girl Next Door | Sig själv | Engelska | Hollywood-debut |
| 2008 | Pirate's Blood     | Sunny     | Engelska |                 |
| 2010 | The Virginity Hit  | Sunny     | Engelska |                 |